# Смерть и слава в Чандэ
«Смерть и слава в Чандэ» (кит. 喋血孤城) — кинофильм режиссёра Дун Шэнь, снятый в 2010 году.

## Сюжет
Сражение при Чандэ — одно из ключевых сражений Японо-китайской войны (1937—1945). 2 ноября 1943 года Императорская армия Японии вторглась в незащищённый войсками китайский город Чандэ и оккупировала его.
Фильм повествует об эпической битве в ноябре 1943 года, в которой 9 тысяч бойцов НРА Гоминьдана героически сражались против 30-тысячной японской армии и задержали её продвижение на юг Китая.
Японцы применили химическое и бактериологическое оружие.

## В ролях
- Рэй Луи
- Ади Ань